# Podandrogyne hispidula
Podandrogyne hispidula là một loài thực vật có hoa trong họ Màng màng. Loài này được (DC.) Cochrane miêu tả khoa học đầu tiên năm 1997.